# Coast Guard Air Station Los Angeles
Coast Guard Air Station Los Angeles (CGAS Los Angeles) est un poste aérien de la United States Coast Guard situé sur la Naval Air Station Point Mugu, en Californie.

## Missions

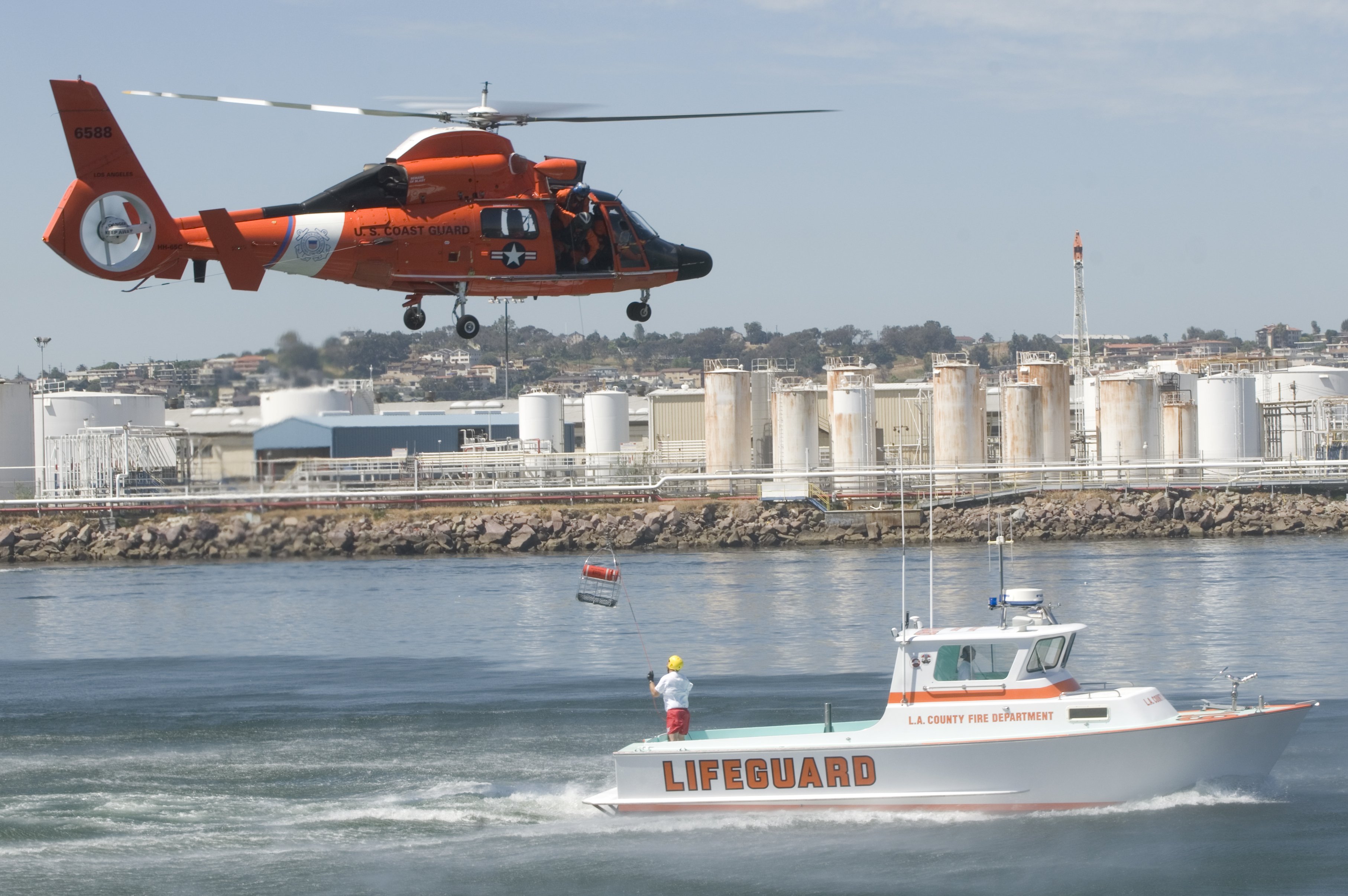
Des équipes de CGAS Los Angeles et de Baywatch Cabrillo font une démonstration des techniques de recherche et de sauvetage à San Pedro, Californie

Les missions du CGAS Los Angeles comprenaient la recherche et le sauvetage, la sécurité intérieure et la protection de l'environnement. Chaque année, environ 200 missions de recherche et de sauvetage étaient effectuées à partir du CGAS Los Angeles.[réf. nécessaire]
La sécurité intérieure était également une mission importante du CGAS Los Angeles. Des hélicoptères de la base ont patrouillé le long de la côte ouest des États-Unis, de Dana Point à Morro Bay. Le port de Los Angeles et le port de Long Beach ont également fait partie de la zone de patrouille de la station. CGAS Los Angeles a également effectué des patrouilles dans les couloirs d’approche et de départ en mer de l’aéroport international de Los Angeles.[réf. nécessaire]

## Historique

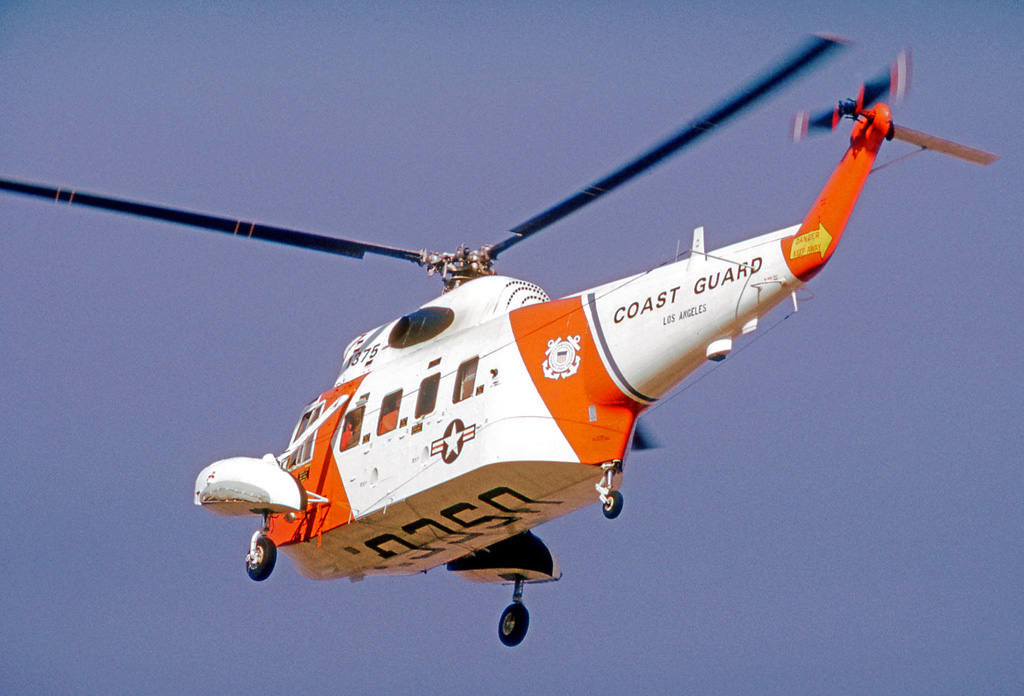
Seaguard Sikorsky HH-52A de l'USCG Los Angeles

CGAS Los Angeles a été fondée en août 1962 par la Chambre de commerce de Los Angeles, le sénateur américain Thomas Kuchel et le représentant américain James Roosevelt. Un détachement aérien avec un hélicoptère Sikorsky HO4S a été transféré de la base aérienne de la Garde côtière à San Diego. La station aérienne a été officiellement mise en service le 15 novembre 1962 avec deux hélicoptères HO4S, neuf officiers et 20 membres du personnel.[réf. nécessaire]
En mai 1963, l'unité est passée à trois hélicoptères HH-52A "Sea Guard". Ces hélicoptères ont volé pendant 24 ans. En juillet 1984, ces hélicoptères ont été utilisés lors des Jeux olympiques d'été de 1984 à Los Angeles. Le nombre d’hélicoptères HH-52 a presque doublé sur la base aérienne de la Garde côtière américaine à Los Angeles pendant les Jeux olympiques.[réf. nécessaire]
En 1972, dans la série télévisée Emergency! (en), un épisode intitulé "Trainee" a vu un homme tomber d’une falaise à Palos Verdes. Un hélicoptère CG 1375 a conduit le blessé à l'hôpital général Rampart.[réf. nécessaire]
Les hélicoptères de la Garde côtière ont été remplacés en novembre 1987 par quatre MH-65C.[réf. nécessaire]
En novembre 2012, CGAS Los Angeles a célébré son cinquantième anniversaire en invitant des représentants élus, dont le maire de Los Angeles, des membres du Congrès américain représentant l'État de Californie et des représentants des services d'incendie de la ville et du comté de Los Angeles.[réf. nécessaire]
En septembre 2016, le CGAS Los Angeles a été transféré de son ancien emplacement à l'aéroport international de Los Angeles (LAX) dans le comté de Ventura, lorsque le bail de l'installation existante a pris fin. Administrativement, elle est devenue un satellite de la Coast Guard Air Station San Francisco,.